# Роберт Крукшенк
Роберт Крукшенк  (англ. Robert Cruickshank, 19 лютого 1963) — британський яхтсмен, олімпійський медаліст.

## Виступи на Олімпіадах
| Олімпіада      | Дисципліна | Місце |
| -------------- | ---------- | ----- |
| Барселона 1992 | Солінг     | 3     |

## Зовнішні посилання
- Досьє на sport.references.com

1. ↑  Sports-Reference.com